# Секретное досье (фильм)
«Секретное досье» (англ. The Post) — американский драматический триллер режиссёра Стивена Спилберга о смелых журналистах из The New York Times и The Washington Post, которые рассекретили документы Пентагона о Войне во Вьетнаме. Главные роли исполнили Мерил Стрип и Том Хэнкс.

## Сюжет
В 1971 году, получив в распоряжение документы Пентагона, владелица газеты Washington Post Кэтрин Грэм и её главный редактор Бен Брэдли, вместе с коллегами из The New York Times, принимают решение опубликовать скандальные материалы. Их не останавливает даже то, что политическая верхушка США пытается оспорить право разглашения секретной переписки о Вьетнамской войне в Верховном суде, угрожая закрыть газеты.

## В ролях
- Мерил Стрип — Кэтрин Грэм
- Том Хэнкс — Бен Брэдли
- Сара Полсон — Тони Брэдли
- Боб Оденкёрк — Бен Багдикян
- Трейси Леттс — Фритц Биби
- Брэдли Уитфорд — Артур Парсонс
- Брюс Гринвуд — Роберт Макнамара
- Кэрри Кун — Мэг Гринфилд
- Мэттью Риз — Дэниел Эллсберг
- Элисон Бри — Лэлли Грэм
- Джесси Племонс — Роджер Кларк
- Дэвид Кросс — Говард Симонс
- Зак Вудс — Энтони Эссэй
- Пэт Хили — Фил Гейелин
- Майкл Стулбарг — Эйб Розенталь
- Джесси Мюллер — Джудит Мартин
- Старк Сэндс — Дон Грэм
- Нил Хафф — Том Уиншип
- Дэвид Костабайл — Арт Бухвальд
- Курзон Добел — Ричард Никсон

## Производство
Съёмки начались 30 мая 2017 года в Нью-Йорке.

## Прокат
Фильм вышел в ограниченный прокат в США 22 декабря 2017 года, в национальный прокат в Австралии, Греции и Новой Зеландии — 11 января 2018 года, в Болгарии, Индии и США — 12 января 2018 года, в Германии, России и Чехии — 22 февраля 2018 года, в Румынии и на Тайване — 23 февраля 2018 года.

## Награды и номинации
- 2018 — 2 номинации на премию «Оскар»: лучший фильм (Эми Паскаль, Стивен Спилберг, Кристи Макоско Кригер), лучшая женская роль (Мерил Стрип)
- 2018 — 6 номинаций на премию «Золотой глобус»: лучший фильм — драма, лучший режиссёр (Стивен Спилберг), лучшая мужская роль — драма (Том Хэнкс), лучшая женская роль — драма (Мерил Стрип), лучший сценарий (Лиз Ханна, Джош Сингер), лучшая музыка к фильму (Джон Уильямс)
- 2018 — 8 номинаций на премию «Выбор критиков»: лучший фильм, лучший режиссёр (Стивен Спилберг), лучшая мужская роль (Том Хэнкс), лучшая женская роль (Мерил Стрип), лучший оригинальный сценарий (Лиз Ханна, Джош Сингер), лучшая музыка к фильму (Джон Уильямс), лучший монтаж (Майкл Кан, Сара Брошар), лучший актёрский состав
- 2018 — номинация на премию «Сатурн» за лучший триллер
- 2018 — почётная премия Гильдии сценаристов США имени Пола Сельвина (Лиз Ханна, Джош Сингер)
- 2017 — 3 премии Национального совета кинокритиков США: лучший фильм, лучшая мужская роль (Том Хэнкс), лучшая женская роль (Мерил Стрип)